# Броненосні крейсери типу «Цукуба»

Розфарбоване фото "Цукуби" на стоянці у Куре, зроблена після 1913 до 1917 року.

Крейсери типу «Цукуба» - пара великих броньованих крейсерів ( Sōkō jun'yōkan ), побудованих для Імперського флоту Японії у першому десятилітті 20 століття. Будівництво розпочалося під час Російсько-японської війни 1904–05, і на їх проектування вплинув досвід бойових дій. Британський проєкт  лінійного крейсера через рік після завершення «Цукуби» перетворило його та однотипний  «Ікома» на застарілі, оскільки вони були повільнішими та слабше озброєними, ніж британські, а пізніше німецькі лінійні крейсери. Незважаючи на це, вони були перекласифіковані флотом в 1912 році як лінійні крейсери. 
Обидва кораблі зіграли незначну роль у Першій світовій війні, оскільки в кінці 1914 року вони безуспішно полювали на німецьку Східно-азійську ескадру. Пізніше під час війни крейсери стали навчальними кораблями. «Цукуба» був зруйнований під час випадкового вибуху артилерійського льоху в 1917 році, а згодом списаний. Інший крейсер був роззброєний в 1922 році відповідно до умов Вашингтонської морської угоди і розібраний на металобрухт в 1924 році. 